# 相応寺 (名古屋市)
相応寺（そうおうじ）は、愛知県名古屋市千種区城山町にある浄土宗の寺院。

## 由緒
寛永20年（1643年）、尾張藩初代藩主徳川義直が生母相応院お亀の方の菩提のため、現在の東区山口町に一万二千坪の境域を定め建立した。慶安3年（1650年）、江戸にて没した義直の遺骨を当寺に入れて供養し、後に定光寺に義直廟墓が造営され葬られた。寺領三百石を賜り、その後尾張徳川家の夫人・子女が葬られるとともにその遺品も納められた。昭和9年、東区山口町から現在地へ本堂、総門、山門、鐘楼等が移建された。

## 文化財

### 名古屋市指定文化財
- 本堂
- 総門
- 山門
- 紙本淡彩相応院画像
- 紙本淡彩相応院画像　賛有
- 板絵著色杉戸絵(芙蓉図、花卉図、菊図)5面
- 絹本著色当麻曼荼羅図
- 絹本著色釈迦涅槃図
- 千手観音菩薩立像

## 特記
山門額と本堂額は義直の直筆である。

## ギャラリー
- 総門
- 山門
- 鐘楼

## 所在地
- 愛知県名古屋市千種区城山町1-47